# Brachypogon alexandros
Brachypogon alexandros är en tvåvingeart som beskrevs av Debenham 1991. Brachypogon alexandros ingår i släktet Brachypogon och familjen svidknott. Inga underarter finns listade i Catalogue of Life.